# المتحف الوطني الكمبودي
المتحف الوطني الكمبودي هو أكبر متحف في كمبوديا للتاريخ الثقافي وهو المتحف التاريخي والأثري الرائد في البلاد، يقع المتحف في العاصمة بنوم بنه.